# Tibor Klampár

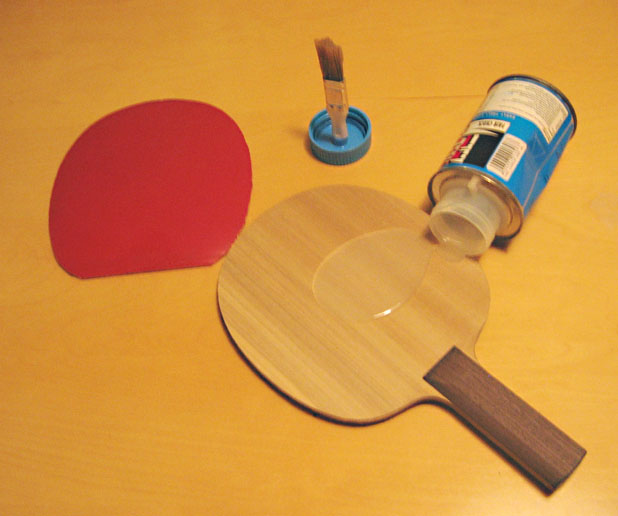
Klampárs lijmmethode is sinds 2007 verboden

Tibor Klampár (30 april 1953) is een Hongaars voormalig tafeltennisser. Hij won onder meer de World Cup enkelspel in 1981, werd samen met zijn landgenoot István Jónyer in 1971 wereldkampioen dubbelspel en won in 1981 de Europese Top-12.

## Het lijmen
Klampár geldt in de tafeltenniswereld als de grondlegger van het 'lijmen', het vlak voor aanvang van een wedstrijd aanbrengen van het rubber op een tafeltennisbatje. Dit heeft afhankelijk van het soort gebruikte lijm invloed op de snelheid en het effect dat aan een bal gegeven kan worden. De ITTF verbood 'lijmen' in september 2007 wereldwijd, omdat het inademen van de lijm slecht voor de gezondheid zou zijn. Het gebruik kende al geruime tijd zowel voor- als tegenstanders om speltechnische redenen.
Klampár nam namens Hongarije deel aan de Olympische Zomerspelen 1988, maar kwam daar niet voorbij de eerste ronde. Hij speelde competitie voor onder meer UTTC Römerquelle Langenlois, Union Wolkersdorf en Lavamünd (allen in Oostenrijk). Klampárs zoon, Tibor jr, debuteerde in 2005 met Bad Höhenstadt in de Duitse Bundesliga.

## Erelijst
Belangrijkste resultaten:
- Wereldkampioen dubbelspel 1971, zilver in 1973 en 1979 (allen met István Jónyer)
- Winnaar WK landenteams 1979, zilver in 1981
- Winnaar World Cup 1981
- Kwartfinale WK enkelspel in 1971, 1977 en 1981
- Winnaar Europese Top-12 van 1981
- Europees kampioen dubbelspel 1974 (met István Jónyer)
- Winnaar EK landenteams 1978 en 1982
- Zilver EK gemengd dubbel 1978 (met Gabriella Szabó),
- Halve finale EK enkelspel 1982